# Prix olympique d'alpinisme
Le Prix olympique d'alpinisme est un prix attribué trois fois, en 1924, 1932 et 1936 à l'occasion des Jeux olympiques pour une performance d'excellence au cours des quatre années précédentes dans le domaine de l'alpinisme. Un aspect tragique de ce prix est le fait que deux lauréats sont morts au cours d'expéditions alpines au cours de l’année de la remise de leur prix, soit peu avant soit peu après.

## Histoire
La remise d'un prix pour des performances alpines avait été proposée et décidée dès le congrès de fondation du Comité international olympique (CIO) du 16 au 23 juin 1894 à Paris. Pierre de Coubertin, le fondateur des Jeux olympiques des temps modernes, a expressément soutenu cette idée. Un prix était déjà prévu pour les premiers jeux, mais il n'a pas été délivré en l'absence de nominations en 1896, 1900, 1904 et 1908.
Lors des Jeux olympiques d'été de 1912 à Stockholm, le président du comité d'attribution pour l'alpinisme Schwede Erik Ullen ne put se résoudre à choisir un gagnant. Parmi les causes, figurait le fait que certains alpinistes ayant participé aux expéditions nommées avaient été rémunérés, ce qui était contraire à la charte olympique. D'autres difficultés étaient liées au fait d'apprécier comparativement plusieurs disciplines (escalade sur glace, sur neige ou sur rocher), des problèmes liés à la prise en compte des conditions climatiques et des mesures de sécurité comme aspect de la difficulté.
Les difficultés pour choisir un lauréat ont empêché aussi l'attribution du prix lors des Jeux olympiques d'été de 1920, alors que les jeux prévus en 1916 n'avaient pas eu lieu en raison de la Première Guerre mondiale.
Le 28 mai 1921 s'est tenue une conférence olympique sur le thème de l'alpinisme. Trois ans plus tard, le prix a été décerné pour la première fois pendant la Semaine internationale des sports d'hiver en 1924 à Chamonix. En ce qui concerne les jeux suivants en 1928, aucune performance n'a été jugée digne d'un prix. Cela a été notamment dû au fait que l'expédition de 1924 à l'Everest avait été jugée extraordinaire et que l'on considérait qu'il était difficile de se rapprocher de cette performance. Pierre de Coubertin, qui attribuait une grande importance à ce prix et avait été terriblement déçu par la non-attribution de 1928, s'est ensuite prononcé pour un renforcement de la coopération avec les associations d'alpinistes. Par la suite, le prix a été à nouveau décerné lors des Jeux olympiques d'été de 1932 et de 1936.
Après l'interruption des Jeux olympiques pendant la Seconde Guerre mondiale, l'alpinisme sort du programme olympique, sans que cela repose sur une décision officielle du CIO. L' Union internationale des associations d'alpinisme (UIAA), instance internationale des associations d'alpinisme et de grimpeurs, membre depuis 1995 de la réunion des associations sportives internationales reconnues par le CIO (Association of the IOC Recognised International Sports Federations, ARISF) est favorable cependant à une reconnaissance de l'escalade comme discipline olympique.

## Lauréats

### Jeux olympiques d'hiver de 1924àChamonix
Le prix a été décerné aux membres de l'expédition de 1922 à l'Everest, qui était dirigée par le général anglais Charles Granville Bruce. L'expédition avait atteint une altitude comprise entre 8 300 et 8 500 mètres. Chacun des 13 participants a reçu de Pierre de Coubertin lui-même une médaille en argent doré. Bruce qui préparait une autre expédition à l'Everest ne pouvait être présent à Chamonix ; c'est donc Edward Struth qui la reçut pour lui. Lors de la remise du prix, il promit de remettre la prochaine médaille au sommet de l'Everest.
George Mallory, qui avait pris part à l'expédition de 1922 et fut distingué en 1924, est mort en 1924 lors de la tentative d'ascension de l'Everest avec Andrew Irvine.

### Jeux olympiques d'été de 1932àLos Angeles
Le prix a été décerné aux frères allemands Franz et Toni Schmid pour leur première ascension de la face nord du Cervin en 1931.
Theodor Lewald, alors président du Comité olympique allemand, réceptionna le prix pour les deux frères, le dernier jour des Jeux. Toni Schmid ne reçut jamais la distinction puisqu'il est mort peu avant les Jeux avec un compagnon de cordée, le 16 mai 1932 sur la face nord du Wiesbachhorn.

### Jeux olympiques d'été de 1936àBerlin
La dernière édition du prix a distingué le suisse Günter Dyhrenfurth et sa femme Hettie pour leurs deux expéditions dans l'Himalaya en 1930 et 1934.